# Philippe Jaroussky
Philippe Jaroussky (Maisons-Laffitte, 13 de fevereiro de 1978) é um contratenor francês especializado em música barroca.
Jaroussky (o sobrenome russo vem de um avô, que fugiu da Revolução Bolchevique) cresceu em Maisons-Laffitte, subúrbio de classe média alta, situado a 18 km de Paris. Seu pai, Daniel, é agente comercial, e sua mãe, Jacqueline, trabalhava em projetos de iluminação, enquanto seu irmão, Didier, 10 anos mais velho, vende computadores. Ninguém na família é especialmente musical, embora Jacqueline adorasse ouvir discos de Maria Callas. Quando criança, Philippe desenhava e pintava cópias de obras-primas de Picasso e Van Gogh. Seus pais achavam que ele se tornaria um pintor.
As crianças francesas têm aulas  de música na escola - uma hora por  semana. Aos 11 anos, Philippe começou a tocar violino. Estudou violino, piano, harmonia e contraponto no conservatório de Versalhes. Estudava o violino com paixão e ganhou o primeiro prêmio no Conservatório de Versalhes. Aos 15 anos, começou a estudar piano. Ele diz que era um bom músico, mas os adultos à sua volta lhe diziam que ele tinha começado a tocar  tarde demais. O mesmo ocorreu com o canto, aos 15 anos.
"Finalmente, quando eu comecei a cantar, todo mundo me dizia: "Ah, você ainda é muito jovem."
Sua epifania musical veio, em 1996, aos 18 anos, quando, por acaso, foi a um concerto barroco em que Fabrice di Falco, um sopranista da Martinica, cantou.
No mesmo ano, começou seus estudos de canto com Nicole Fallien e continuou no Departamento de Música Antiga do Conservatório de Paris, onde obteve o diploma de violinista.

## Prêmios e honrarias
Troféus Victoires de la Musique Classique(França)
- 2004: Revelação Artista Lírico
- 2005: Nomeado na categoria Artista do Ano
- 2007: Artista lírico do ano
- 2008: Em 13 de fevereiro, dia do seu aniversário, obté o troféu de Melhor Gravação do Ano
- 2009: Grand Prix Charles Cros
- 2010: Artista lírico do ano

Echo-Klassik Musikpreis (Alemanha)
- 2008: Cantor do Ano

Em 18 de janeiro de 2009, recebeu a insígnia de Chevalier des Arts et des Lettres da França, das mãos da Ministra da Cultura, Christine Albanel, durante o Midem, em Cannes.

## Discografia
- Alessandro Scarlatti: Sedecia, Re di Gerusalemme. Lesne, Pochon, Harvey, Padmore. Il Seminario Musicale, Gérard Lesne. Virgin Veritas (rec. November 1999, École Sainte-Geneviève, Versailles, France)
- Claudio Monteverdi: L'incoronazione di Poppea. Laurens, Oliver, Schofrin, Oro. Ensemble Elyma, Gabriel Garrido. K617 (rec. July/August 2000, Chiesa San Martino, Erice, Italy)
- Pierre Menault: Vêpres pour le Pére la Chaize. Greuillet, Janssens, Lombard, van Dyck. Ensemble La Fenice, Jean Tubéry. K617 (rec. April 2001, chiesa Saint-Lazare, Avallon, France)
- Giovanni Battista Bassani: La morte delusa. Galli, del Monaco, Piolino, Sarragosse. Ensemble La Fenice, Jean Tubéry. Opus 111 (rec. August 2001, Delft, Nederland)
- Antonio Vivaldi: Catone in Utica. Edwards, Laszczkowski, Cangemi, Faraon. La Grande Écurie, Jean-Claude Malgoire. Dynamic (rec. November 2001, Théâtre Municipal, Tourcoing, France)
- Antonio Vivaldi: La Verità in cimento. Rolfe-Johnson, Stutzmann, Laurens, Mingardo. Ensemble Matheus, Jean-Christophe Spinosi. Naïve – Opus 111 (rec. September 2002, Eglise de Daoulas, Bretagne, France)
- Solo recital: Benedetto Ferrari: Musiche varie. Ensemble Artaserse. Ambroisie (rec. October/December 2002, Chapelle Jésus-Enfant – Paroisse Ste. Clothilde, Paris, France)
- George Frideric Handel: Agrippina. Gens, Perruche, Smith, Grégoire, di Falco. La Grande Écurie, Jean-Claude Malgoire. Dynamic (rec. March 2003, Théâtre Municipal, Tourcoing, France)
- Solo recital: Un concert pour Mazarin. Ensemble La Fenice, Jean Tubéry. Virgin Classics, 2004 (rec. June 2003, Abbaye de Saint-Michel, Thiérache, France)
- Claudio Monteverdi: Selva morale e spirituale. Spiritualità e liturgia / I salmi vespertini / Vespro dei Martiri / L'eloquenza divina. Ensemble Elyma, Gabriel Garrido. Ambronay Edition (rec. 2003/2004, Festival d'Ambronay, France)
- Antonio Vivaldi: Orlando furioso. Larmore, Lemieux, Cangemi. Ensemble Matheus, Jean-Christophe Spinosi. Naïve – Opus 111 (rec. June 2004, Eglise de Daoulas, Bretagne, France)
- Claudio Monteverdi: L'Orfeo. van Rensburg, Gerstenhaber, Thébault, Gerstenhaber, Gillot, Kaïque. La Grande Écurie, Jean-Claude Malgoire. Dynamic (rec. October 2004, Théâtre Municipal, Tourcoing, France)
- Solo recital: Antonio Vivaldi: Virtuoso cantatas. Ensemble Artaserse. Virgin Veritas (rec. October 2004, Chapelle des sœurs auxiliaires, Versailles, France)
- Antonio Vivaldi: Griselda. Lemieux, Cangemi, Kermes, Ferrari, Davies. Ensemble Matheus, Jean-Christophe Spinosi. Naïve – Opus 111 (rec. November 2005, Salle Surcouf, Foyer du Marin, Brest, France)
- Solo recital: Beata Vergine, Motets à la Vierge entre Rome et Venise, Grandi, Legrenzi, Cavalli, Antonio Rigatti, Giovanni Paolo Caprioli, Frescobaldi, Sances, Ensemble Artaserse. Virgin Classics (rec. December 2005, Eglise Notre-Dame du Liban, Parigi, France)
- Solo recital: Vivaldi Heroes. Ensemble Matheus, Jean-Christophe Spinosi. Virgin Classics (rec. October 2006, Auditorium de l'Ecole Nationale de Musique, Brest, France)
- Solo recital: Carestini, the story of a castrato. Le Concert d'Astrée, Emmanuelle Haïm. Virgin Classics, 2007
- J. S. Bach: Magnificat – G. F. Handel: Dixit Dominus. Dessay, Deshayes, Spence, Naouri. Le Concert d'Astrée, Emmanuelle Haïm. Virgin Classics, 2007
- Antonio Vivaldi: Nisi Dominus and Stabat Mater. Philippe Jaroussky, Lemieux. Ensemble Matheus, Jean-Christophe Spinosi. Naïve (rec. July 2007, Salle Surcouf, Brest (France))
- Solo recital: Opium – Mélodies françaises. Philippe Jaroussky, Jerôme Ducros. Virgin Classics, 2009. – songs by Debussy, Hahn, Fauré, César Franck, Massenet, Ernest Chausson, André Caplet, Saint-Saëns, Paul Dukas, Guillaume Lekeu, Cécile Chaminade, Gabriel Dupont, Vincent d'Indy.
- Via Crucis. Claudio Monteverdi, Benedetto Ferrari, Heinrich Ignaz Franz von Biber, Giovanni Legrenzi, Luigi Rossi, Tarquinio Merula, L'Arpeggiata, dir. Christina Pluhar, Philippe Jaroussky, Nuria Rial, Enzo Gragnaniello, Barbara Furtuna. Jean-Philippe Guissani, Giovanni Antonio, Pandolfi Mealli, Roccu Mambrini, Toni Casalonga, Nando Acquaviva, Lorenzo Allegri, Virgin Classics, 2010.
- Solo recital: J. C. Bach Opera arias. Le Cercle de l'Harmonie, dir. Jérémie Rhorer Virgin. – awarded the Diapason d’Or de l’Année 2010 in France.
- Solo recital: Caldara in Vienna (Forgotten Castrato Arias) Philippe Jaroussky / Concerto Köln, Emmanuelle Haïm
- Vivaldi Ercole sul Termodonte Diana Damrau, Vivica Genaux, Romina Basso, Patrizia Ciofi, Joyce DiDonato, Rolando Villazon, Philippe Jaroussky, Topi Lehtipuu, dir. Fabio Biondi, Europa Galante, Virgin Classics. 2011